# Charlotte M. Taylor
Charlotte M. Taylor, Charlotte Morley Taylor, född 1955, är en amerikansk botaniker. Hon blev Bachelor of Science vid University of Michigan 1978 och avlade mastersexamen 1982 samt doktorsexamen 1987 vid Duke University. Hon är forskare och intendent vid Missouri Botanical Garden i Saint Louis och biträdande professor vid University of Missouri.
Auktorsnamnet C.M.Taylor kan användas för Charlotte M. Taylor i samband med ett vetenskapligt namn inom botaniken; se Wikipediaartiklar som länkar till auktorsnamnet.